# Иордания на летних Олимпийских играх 1996
Иордания принимала участие в Летних Олимпийских играх 1996 года в Атланте (США) в пятый раз за свою историю, но не завоевала ни одной медали. Сборная страны состояла из 5 спортсменов (3 мужчин, 2 женщины), которые приняли участие в соревнованиях по лёгкой атлетике, стрельбе и плаванию.